# Цехер, Арон Абрамович
Арон Абрамович Цехер (1893, м. Обухове, Киевский уезд, Киевская губерния, Российская империя — 1938, СССР) — советский партийный и государственный деятель.

## Биография
В 1910 году осуждён к административной высылке под гласный надзор полиции в Саратовскую губернию.
В 1916 году вновь арестован. 6 марта (19 марта) 1917 года амнистирован.
В марте 1917 года вступил в РСДРП(б).
В 1917−1922 годах — на работе в партийных и советских органах в Саратове.
В 1922 году — заведующий Организационным отделом Ярославского губернского комитета РКП(б).
Затем — заведующий Агитационно-пропагандистским отделом ЦК КП(б) Туркестана.
- 1925 заведующий Отделом агитации и пропаганды Томского губкома РКП(б).
- 1925−1927 секретарь Томского окружкома ВКП(б).
- 1927—1929 заместитель заведующего Отделом агитации и пропаганды Северо-Кавказского краевого комитета ВКП(б).
- с июля 1929 года по 2 августа 1931 года ответственный секретарь Областного комитета ВКП(б) Адыгейской автономной области.
- с июня 1931 года по март 1934 года — ответственный (первый) секретарь Дагестанского областного комитета ВКП(б).

В январе-феврале 1934 года — делегат XVII съезда ВКП(б) с решающим голосом от Северо-Кавказского края.
С марта 1934 года по сентябрь 1937 года — второй секретарь ЦК КП(б) Узбекистана.
5 сентября 1937 года решением бюро ЦК КП(б) Узбекистана снят с должности, выведен из членов бюро и исключён из партии «как враг народа».
В 1938 году расстрелян.